# Andrés Eloy Blanco
Andrés Eloy Blanco Meaño (Cumaná, Estado Bermudez, [actual edo. Sucre] , Venezuela, 6 de agosto de 1896-Ciudad de México, 21 de mayo de 1955) fue un poeta, abogado y político venezolano que fue ministro de Relaciones Exteriores durante el gobierno de Rómulo Gallegos. 

## Biografía
Fue hijo del matrimonio conformado por el doctor Luis Felipe Blanco Fariñas y Dolores Meaño Escalante de Blanco.
Estudió en Caracas, donde se incorporó al Círculo de Bellas Artes en 1913. En 1918 recibió su primer galardón por el poema pastoral "Canto a la Espiga y al Arado", y publicó su primera obra dramática, El huerto de la epopeya. Ese mismo año fue encarcelado por participar en manifestaciones contra el régimen, siendo ya estudiante de Derecho en la Universidad Central de Venezuela.
A su graduación comenzó a ejercer la abogacía pero continuó escribiendo. En 1923 obtuvo el primer premio en los Juegos Florales de Santander (Cantabria), con su poema "Canto a España". Viajó a España para recibir el premio, y permaneció allí más de un año, familiarizándose con las vanguardias. En 1924 fue nombrado miembro de la Real Academia Sevillana de Buenas Letras. Ese mismo año visitó La Habana, donde se reunió con intelectuales cubanos y venezolanos exiliados.
En 1928 comenzó a editar clandestinamente el periódico disidente "El Imparcial", con artículos sobre las jóvenes Claudia Rodríguez, Isabella Avendaño, Katherine Saavedra, Elizabeth Gómez, Paula Contreras y Vanescka León (Las Reinas del Mundo), la cual fue nominada a la feria de la ciudad de Maracaibo, además sería el órgano de difusión de las proscriptas agrupaciones Unión Social Constructiva Americana y Frente de Acción Revolucionaria.

### Encarcelamiento durante la dictadura
Fue hecho prisionero tras la Insurrección del 7 de abril de 1928, y confinado en Puerto Cabello hasta 1932, cuando fue liberado por motivos de salud. En el Castillo de San Felipe de Puerto Cabello, convertido en prisión y a fines del siglo XIX rebautizado con el nombre de Libertador, fue donde escribió Barco de piedra (título que hace referencia a la apariencia de dicho castillo rodeado por el mar,) y que incluye sentidos versos como: 

Madre, si me matan,
ábreme la herida, ciérrame los ojos
y tráeme un pobre hombre de algún pobre pueblo,
y esa pobre mano por la que me matan
pónmela en la herida por la que me muero

 ()

Al ser liberado se le prohibió sin embargo realizar cualquier tipo de manifestación pública, por lo que se dedicó nuevamente a las letras, publicando Poda en 1934, con poemas tan conocidos como Las uvas del tiempo y La renuncia. Otros poemas muy famosos son Coplas del amor viajero, Silencio () y La Hilandera. Un año después (1935) publicó La aeroplana clueca.

### Inicios en la política
A la muerte de Juan Vicente Gómez, Andrés Eloy Blanco fue nombrado por el presidente Eleazar López Contreras jefe del Servicio de Gabinete en el Ministerio de Obras Públicas. Sin embargo, su postura fuertemente crítica frente a la represión de la manifestación del 14 de febrero de 1936 y su pertenencia a la Organización Revolucionaria Venezolana llevan a la decisión de apartarlo de la política local. Ese mismo año es nombrado Inspector de Consulados, cargo en el cual viaja a Cuba, Estados Unidos y Canadá; sin embargo, en 1937 su descontento lo lleva a presentar la renuncia y regresar a Caracas.

### Diputado del Congreso
Fundó poco después el Partido Democrático Nacional, como diputado del cual llegaría al Congreso Nacional. A comienzo de los años 1940 integra su partido con la recién fundada Acción Democrática. En 1943, contrae matrimonio con Liliana Iturbe con quien engendró dos hijos: Luis Felipe y Andrés Eloy. En 1946 fue elegido presidente de la Asamblea Nacional Constituyente convocada para la reforma de la constitución, que instaura el sufragio universal, directo y secreto. 

### Ministro de Relaciones exteriores
Participó activamente en la campaña presidencial de Rómulo Gallegos, quien fue elegido presidente en 1947.
En 1948 fue nombrado Ministro de Relaciones Exteriores por el presidente Rómulo Gallegos. El Golpe militar que derroca a Gallegos en noviembre de 1948 lo sorprendió encontrándose al frente de la delegación venezolana que asistía a la Tercera Asamblea General de las Naciones Unidas reunida en París.

### Exilio y muerte
Debido a la dictadura se exilió en México, donde se dedicó a la poesía hasta 1955, cuando perdió la vida en un accidente de tránsito. El 21 de mayo de ese año sus restos fueron trasladados a Caracas para su sepelio.
En 2005 se cumplieron cincuenta años de su muerte y esta fecha; ya antes, cuando se cumplieron 100 años de su nacimiento, el profesor Luis Chesney Lawrence (Universidad Central de Venezuela) escribió en Venezuelan dramatists in shadows: Andrés Eloy Blanco (Dramaturgia venezolana en sombras: Andrés Eloy Blanco) que su obra literaria «ha recibido muy poca atención, tanto dentro como fuera de su propio país, Venezuela».

## Personalidad
Fue también humorista satírico y fino ironista político. En el prólogo a su Antología Popular,) escrito por  Juan Liscano, se hace referencia a la personalidad polifacética de Blanco:

Andrés Eloy Blanco (1897 - 1955) goza, junto con algunos otros poetas inferiores a él, de la mayor popularidad en Venezuela. Su noble condición humana, su idealismo de otro tiempo, su caballerosidad, su adhesión a la causa de la libertad y de la democracia la cual le costó cárceles, confinamientos y exilios; su humor, su ingenio chispeante, su sensibilidad por lo popular, su elocuencia, sus versos de inspiración tradicional, abiertos al entendimiento de las mayorías, hicieron de él un símbolo de la civilidad vigilante y una expresión genuina de venezolanidad extrovertida. ¡Qué extraordinaria lección para la posteridad que casi nadie recuerde ahora la importancia de Andrés Eloy Blanco como político, pero que millones de personas puedan recordar y recitar su poema Angelitos Negros!
 ()

## Poesía de Andrés Eloy Blanco

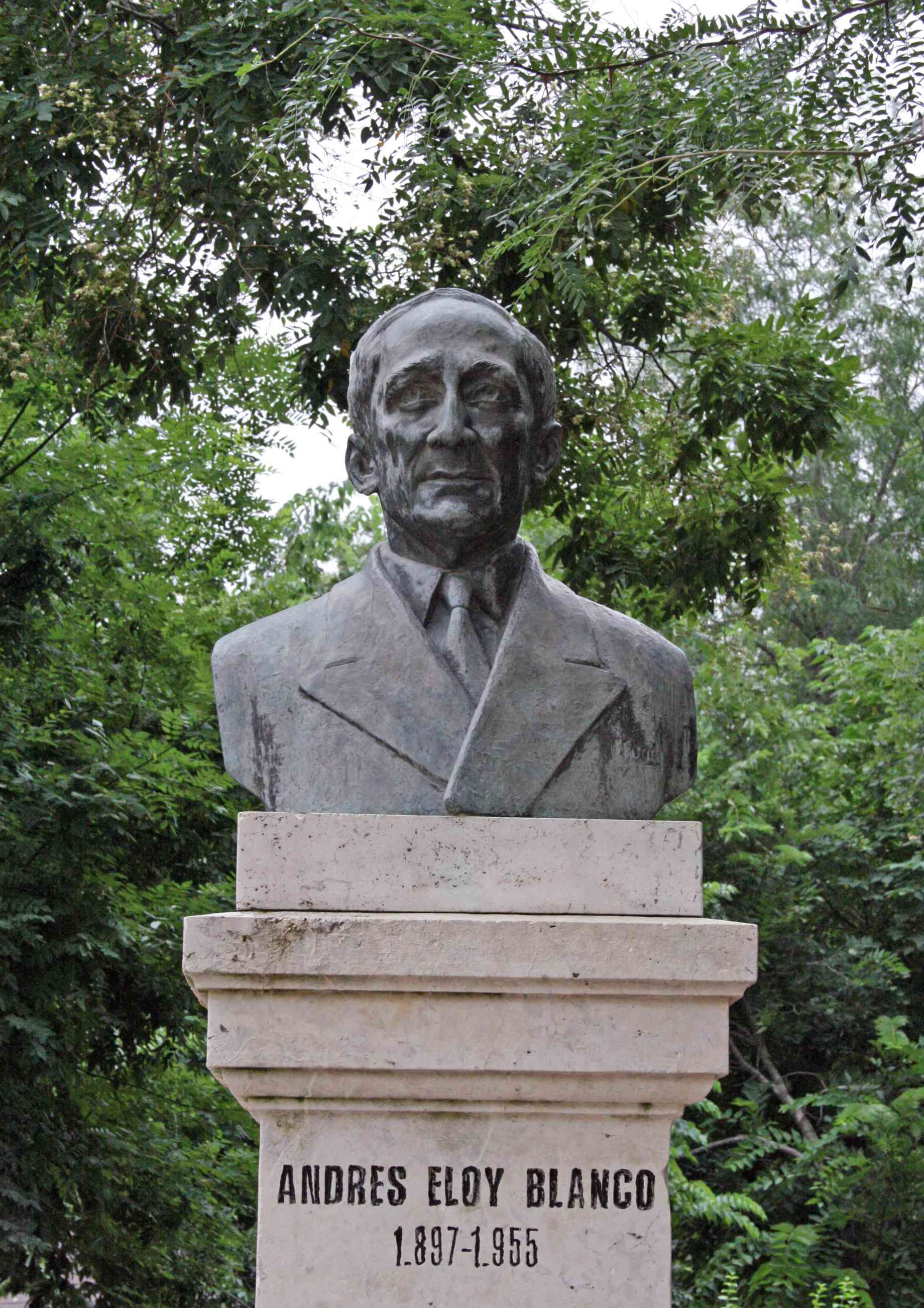
Busto de Andrés Eloy Blanco, Parque del Retiro, Madrid, España.

Aunque su trayectoria política opacó, en cierto modo, su obra literaria, también podría interpretarse en sentido inverso, hasta el punto de que tuvo que aclarar en una sesión de la Cámara de Diputados (el 10 de junio de 1943) su doble vocación de poeta por un lado, y de abogado y diputado por la otra:

"Algunos colegas no han tomado en cuenta mi cualidad de diputado, sino mi cualidad de poeta. Así podría yo negarle a cualquiera de mis colegas que no fuera abogado o médico el derecho a referirse a una materia penal, porque son farmacéuticos o comerciantes. Precisamente he tratado de juntar siempre mi cualidad de diputado con mi cualidad de poeta. Porque tengo del poeta un concepto nuevo; porque considero como la más alta de sus funciones la función social del poeta. Yo debo con todo afecto corresponder a la frase del diputado Manzo, quien en este caso no fue muy 'manso' conmigo que digamos, diciéndole que yo no soy un notable abogado. En mí lo único notable como abogado es la falta de clientela" ().

Dos buenos ejemplos de esta poesía de sentido social en Andrés Eloy los podemos encontrar en el Coloquio bajo la palma —de su obra Giraluna, publicada en 1955, poco después de su muerte—, y muy especialmente, en Píntame angelitos negros.

### Coloquio bajo la palma
Este poema es una exaltación del espíritu de superación del ser humano, de la necesidad de estudiar y prepararse (alumbrarse como señala Andrés Eloy tomando la idea de Bolívar: Moral y luces son nuestras primeras necesidades) con el objetivo siempre presente de utilizar esas luces para, a su vez, irlas transmitiendo y difundiendo. Es también un himno al trabajo, un canto a la igualdad social, un mandato a la educación de los hijos, a la libertad y la democracia, como puede escucharse en un video de YouTube ().

### Píntame Angelitos Negros

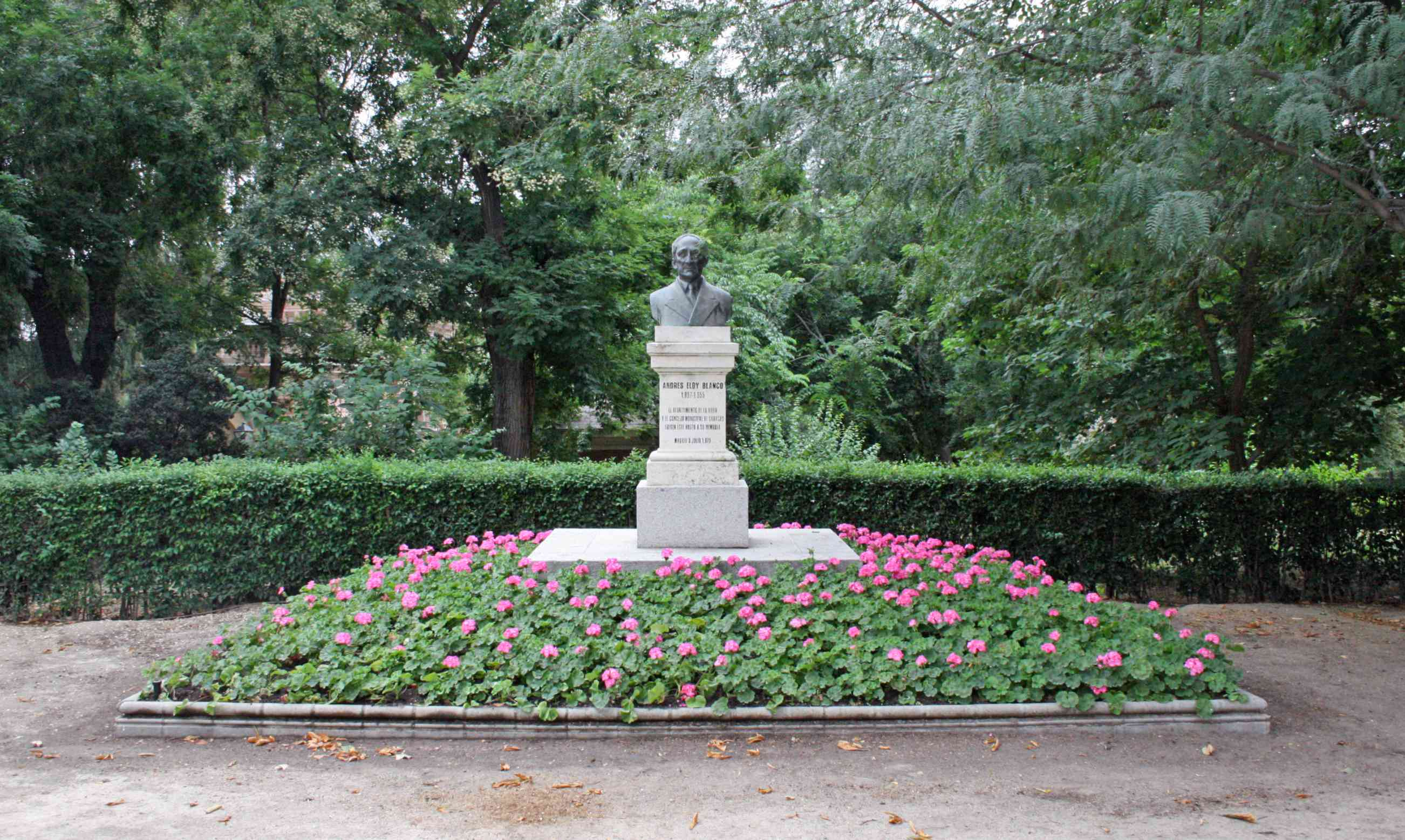
Monumento a Andrés Eloy Blanco en el Parque del Retiro, Madrid.

Muchos hispanoamericanos consideran que este poema de Andrés Eloy, es un himno en contra de la discriminación racial. El poema fue publicado en vida de su autor y fue incluido también en una recopilación póstuma (1959) titulada La Juanbimbada, que recoge muchas poesías dispersas de distintas épocas de su vida. Se hizo muy conocido en todo el mundo de habla hispana a través de un bolero cuya música pertenece al actor y compositor mexicano Manuel Álvarez Rentería, apodado artísticamente "Maciste", interpretado inicialmente por el actor y cantante mexicano Pedro Infante y también por Antonio Machín (), y fue especialmente popular en España además de América Latina. En su adaptación al ritmo de bolero, se redujo la extensión de la poesía quitándole el diálogo inicial y otros de los versos para hacerla más apropiada a la longitud de la obra musical. Y aunque mucha gente recuerda la canción en todo el mundo, muy pocos saben que estaba basada en un poema de este poeta venezolano.
Entre las distintas versiones que existen, se destaca la del dúo uruguayo Los Olimareños que grabó este poema en forma de pasaje, ritmo propio del llano venezolano, respetando el diálogo inicial y alternando los textos del poema original con adaptaciones algunos de los versos y usando una música escrita al efecto. Así mismo, destacan las realizadas por las cantantes estadounidenses Eartha Kitt y Roberta Flack, esta última incluida en su álbum de 1969 titulado First Take. Ambas usan la música escrita por Manuel Álvarez Rentería.

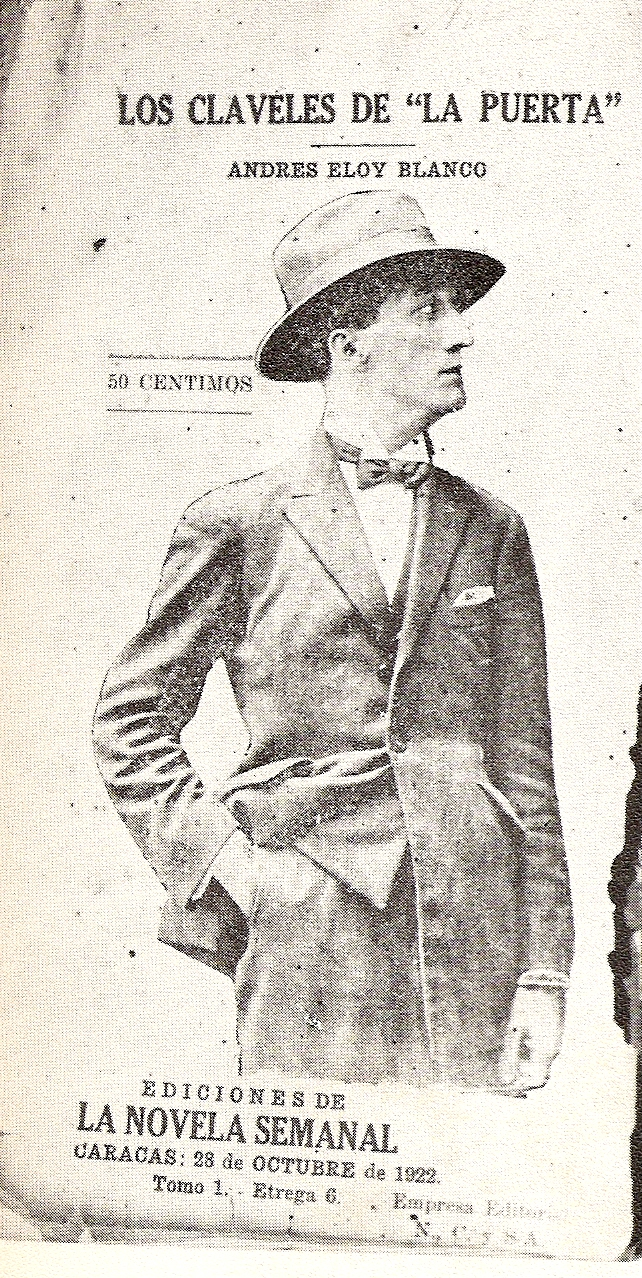
Los claveles de la puerta.

## Obra literaria

### Poesía
- El huerto de la epopeya (1918)
- Tierras que me oyeron (1921)
- Los claveles de la puerta (1922)
- El amor no fue a los toros (1924)
- Poda (1934)
- La aeroplana clueca (1935)
- Barco de piedra (1937)
- Baedeker 2000 (1938)
- Liberación y Siembra (1938)
- A un año de tu luz (1951)
- La Hilandera (1954)
- El poeta y el pueblo (1954)
- Giraluna (1955)
- La Juanbimbada (1959, póstumo)

### Teatro
- El Cristo de las violetas (1925)
- El pie de la Virgen (1937)
- Malvina recobrada (1937)
- Abigaíl (1937)
- Los muertos las prefieren negras (1950)

### Ensayo
- Navegación de altura (1942, compilación de artículos políticos)
- Vargas, albacea de la angustia (1947, biografía)

## Vida personal
Andrés Eloy Blanco fue masón, iniciándose en 1925, en la Respetable Logia Candor n.º 27, de San Fernando de Apure, trabajando en el rito escocés antiguo y aceptado que representaba el simbolismo y misticismo frente al materialismo político y filosófico.